# Surfer Rosa
Surfer Rosa — дебютный студийный альбом американской инди-рок-группы Pixies, вышедший в 1988 году на британском независимом лейбле 4AD Records. Тематическое содержание альбома включает в себя сюрреалистичные тексты с элементами чёрного юмора, многие из которых посвящены разнообразным душевным отклонениям, психическим заболеваниям и сексуальным девиациям. В музыкальном плане альбом выделяется экспериментальной техникой записи и характерным звучанием ударных. Кроме того, Surfer Rosa содержит многие элементы, присутствующие в более ранних работах коллектива, в том числе тексты на испанском языке и ссылки на Пуэрто-Рико. Одной из известнейших вещей пластинки — несмотря на то, что отдельным синглом она не издавалась — стала композиция «Where Is My Mind?», написанная Блэком Фрэнсисом под впечатлением от глубоководного плавания на Карибах. Позднее она была включена в саундтрек к фильму «Бойцовский клуб».
Распространением альбома в США занималась британская фирма Rough Trade Records. Тем не менее лонгплей не попал в чарты ни Великобритании, ни США. В поддержку альбома был выпущен сингл «Gigantic» (в перезаписанной версии), он достиг 93-го места в хит-параде UK Singles Chart. В 1992 году Surfer Rosa был переиздан в США на лейбле Elektra Records, в 2005 году пластинка получила «золотой» сертификат от RIAA.
Surfer Rosa был высоко оценен музыкальными критиками и фигурирует во многих списках «лучших рок-альбомов всех времён». Многие музыканты альтернативного рока, в том числе Билли Корган и Пи Джей Харви, отзывались об альбоме как источнике вдохновения; лидер группы Nirvana Курт Кобейн отмечал, что Surfer Rosa оказала сильнейшее влияние на его диск — Nevermind, в связи с этим в 1993 году он пригласил продюсера записи — Стива Альбини — поработать над альбомом In Utero.

## Предыстория и запись

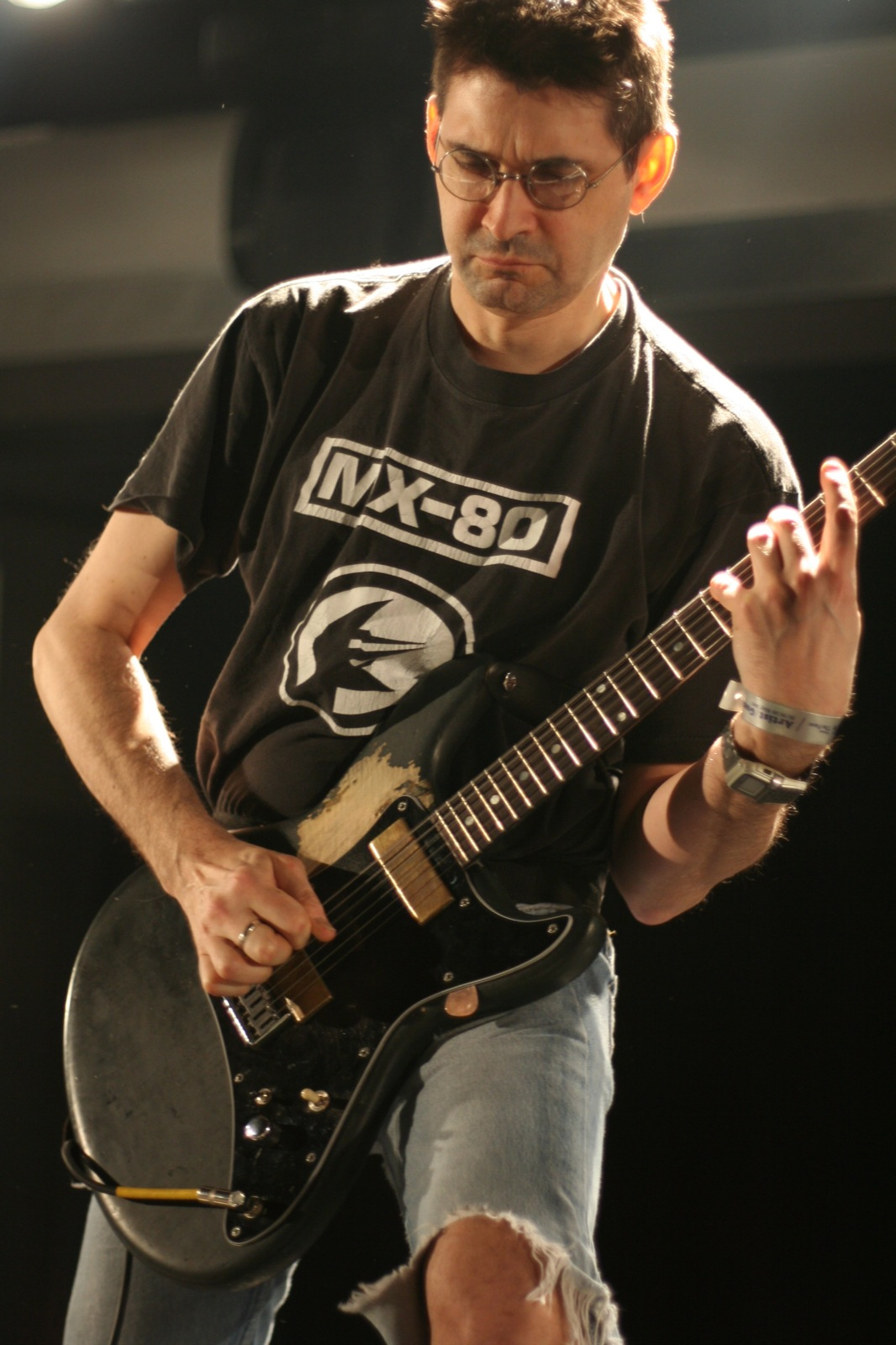
Курт Кобейн пригласил Стива Альбини (на фото) продюсировать In Utero, под впечатлением от Surfer Rosa

В преддверии релиза дебютного мини-альбома Pixies Come On Pilgrim (октябрь 1987 года), глава лейбла 4AD Records Иво Уоттс-Рассел предложил группе записать полноформатный диск. Первоначальный план состоял в том, чтобы подготовить новый материал в студии Fort Apache Studios, где музыканты ранее уже работали над демозаписью под названием The Purple Tape и Come On Pilgrim. Однако из-за разногласий между менеджером группы Кеном Гоесом (англ. Ken Goes) и продюсером The Purple Tape Гэри Смитом музыканты были вынуждены искать нового продюсера и студию звукозаписи. Во время переговоров 4AD Уоттс-Рассел предложил нанять Стива Альбини, бывшего фронтмена группы Big Black, в качестве продюсера и звукоинженера будущей пластинки. Кен Гоес послал Альбини предрелизную версию Come On Pilgrim и пригласил его в Бостон на вечеринку в доме барабанщика Pixies Дэвида Лавринга спустя несколько недель после выпуска диска.
Альбини познакомился с группой в тот же вечер — они обсудили как должна звучать предстоящая запись и обговорили рабочий процесс. По словам Альбини: «[Я и музыканты] отправились в студию на следующий же день». Продюсер Пол Колдери, который работал в Fort Apache Studios со Смитом, посоветовал Альбини выбрать студию Boston Q Division. В связи с этим между Смитом и Колдери возник конфликт, последний позже посетовал: «Гэри чуть меня не придушил за этот совет, он думал, что я планирую какую-то интригу [у него за спиной], хочу заполучить себе этот проект».
Студийные сессии стартовали в декабре 1987 года, группа зарезервировала помещение на 10 дней, за которые планировала завершить всю работу. Лейбл выделил музыкантам бюджет в размере $10,000 долларов. Гонорар Альбини составлял $1,500, при этом ему не предусматривались последующие роялти; отказ от роялти был принципиальной позицией продюсера, он поступал так, считая практику отчислений продюсеру «оскорблением для группы». Помощником Альбини в студии выступил Джон Лапфер (англ. Jon Lupfer). Запись продолжалась весь запланированный период, дополнительные миксы вокала позднее были добавлены отдельно. По словам Лапфера, Альбини планировал микшировать диск «где-то в другом месте», однако «был недоволен этим обстоятельством».
Альбини использовал необычные методы записи вокала Ким Дил в песнях «Gigantic» (ведущий вокал) и «Where Is My Mind?» (бэк-вокал) — он перенёс оборудование из студии в ванную комнату, чтобы добиться эффекта настоящего эха; по словам Джона Мёрфи, тогдашнего мужа Дил, «Альбини не понравился студийный звук». Позже продюсер заявил, что запись могла быть завершена в течение недели, но «в итоге, в основном, мы тратили время на создание более экспериментального материала и оценку его профпригодности». Например, на треке «Something Against You» продюсер пропускал голос Блэка Фрэнсиса через гитарный усилитель для придания его вокалу «совершенно рваной, порочной текстуры».

### Студийные розыгрыши

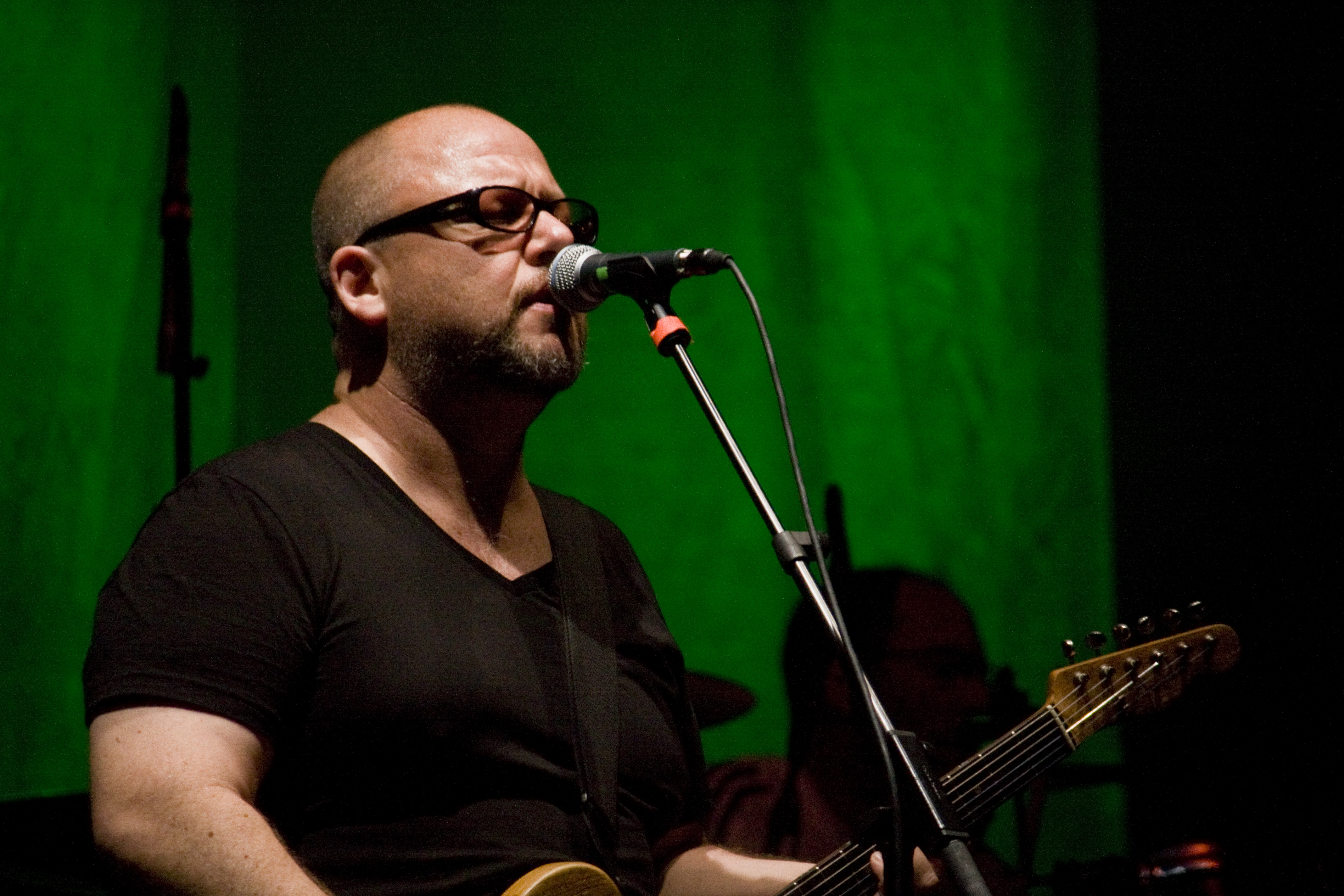
Автор большинства текстов альбома — фронтмен Блэк Фрэнсис

В конце песни «Oh My Golly!» можно услышать запись разговора между Фрэнсисом и Альбини. По словам Лапфера «это концепция была придумана Альбини специально, чтобы „потроллить“ вокалиста». Однажды, когда Дил выходила из студии на перекур она громко задекларировала: «Если кто-нибудь прикоснется к моим вещам — убью!». Фрэнсис передразнил её: «Я убью тебя, ты нахрен сдохнешь, если кто-нибудь коснется моих вещей». Альбини позвал Фрэнсиса на разговор, и композиция начинается со слов вокалиста, объясняющего продюсеру эту перепалку, при этом голос последнего на треке не слышен. Позже Лапфер заявил, что Альбини «прекрасно знал, что происходит».
«I’m Amazed» начинается с рассказа Дил о её бывшем учителе, который был «игроком в хоккейной команде», однако впоследствии был уволен «без лишней шумихи». Фрэнсис заканчивает историю Дил, шутливо замечая, что реакция бас-гитаристки на эти слухи — была попыткой занять его место в команде. Позже Альбини так отзывался об использовании студийных розыгрышей во время записи альбома: «Это останется на их пластинке навсегда, мне кажется — музыканты вынуждены говорить, что их всё устраивает, но я не могу заявлять наверняка, пришла бы им самим в голову эта идея, если бы я не сделал это. Бывают моменты, когда подобные вещи кажутся интересными и забавными, но отчасти, я чувствовал, что это выглядело как мошенничество».

## Музыка и тематика песен
Подобно Come On Pilgrim, звучание Surfer Rosa представляет собой смесь музыкальных стилей; энергичные поп-песни, такие как «Broken Face», «Break My Body» и «Brick Is Red» соседствуют с медленными, более мелодичными композициями как «Where Is My Mind?». Помимо этого, альбом включает «тяжёлый» материал (Стив Альбини всегда предпочитал «агрессивный, яростный гитарный звук»), также в нём присутствует визитная карточка группы — смена динамики (тихо/громко). Основным автором песен является Блэк Фрэнсис, он написал весь материал альбома за исключением трека «Gigantic», соавтором которого выступила Ким Дил. «Gigantic» одна из двух песен Pixies, где Дил поёт в качестве основной вокалистки.
Тематика песен также весьма разнообразна, так тексты «Break My Body», «Broken Face» и «Vamous» посвящены теме инцеста. В нескольких композициях («Cactus», «Break My Body», «Gigantic») заглавной темой стали фетишизм и сексуальные девиации. «Tony’s Theme» ссылается на супергероев. Темой «Bone Machine» является вуайеризм, в песне «Gigantic» к ней добавляется межрасовая любовь, в свою очередь «River Euphrates» и «Where Is My Mind?» содержат сюрреалистические аллюзии. «Vamos» содержит текст на испанском, а тексте «Oh My Golly!» есть отсылки к Пуэрто-Рико. Заключительный трек — «Brick Is Red» — ранее уже издавался на Come On Pilgrim, однако музыканты решили перезаписать его для нового диска. Многие темы, исследуемые на предыдущих записях были пересмотрены на Surfer Rosa; однако, в отличие от более поздних альбомов Pixies, песни этой пластинки не связаны общим лейтмотивом.
Тексты Pixies всегда были абстрактными, однако несколько песен из альбома имели свои сюжетные линии: «Cactus» — рассказ от лица заключенного, который просит, чтобы его девушка намазала свое платье кровью и отправила ему по почте, «Gigantic» — «беззастенчивая ода хорошо обеспеченному темнокожему мужчине», с заимствованием идей из фильма «Преступления сердца», в котором замужняя женщина влюбляется в подростка, Дил так описала смысл композиции: «Она о… наблюдении за тем, как молодой парень и пожилая женщина, замужняя женщина старше него, встречаются. У них секс. Секс между темнокожим парнем и белой женщиной. В пятидесятые годы, когда подобное было сродни табу». Вдохновением для песни «Where Is My Mind?» послужили подводные прогулки Фрэнсиса в Карибском море. Впоследствии вокалист рассказал об этом следующее: «Дело было так — очень маленькая рыбка пыталась преследовать меня. Я не знаю почему — я слишком многого не знаю о поведении рыб».

### Художественное оформление и название

Второе изображение танцовщицы из буклета альбома

На обложке альбома фигурируют несколько изображений: фотография группы топлесс, танцовщица фламенко исполняющая па, замурованная стена, на которой отражается тень распятия и разорванный плакат. Фотограф Саймон Ларбалестир, который занимался подбором материала ко всем альбомам Pixies, решил создать подобный фотосет по причине того, что «мы не смогли найти естественную атмосферу». По словам Ларбалестира, Блэк Фрэнсис предложил идею с фотографией музыкантов полуобнаженными, так как он сочинял песни в испанском баре своего отца «с полуголыми девицами»; Ларбалестир добавил распятие и разорванной плакат — они послужили «чем-то вроде аллюзий к католицизму». Комментируя обложку в 2005 году, Фрэнсис сказал: «Я надеюсь, что люди оценили по достоинству наш тонкий вкус». Буклет дополнял начатую на обложке тематику: он содержал ещё несколько фотографий танцовщицы фламенко в нескольких других позах; тем не менее в нём отсутствовали тексты песен и другой литературный контент, помимо списка участников записи. Фамилия Альбини отсутствоала в буклете первого издания.
Фотографии для обложки были сделаны, в течение одного дня, в пабе напротив офиса 4AD, по словам Ларбалестира «это было одно из нескольких мест, в которых была высокая сцена». В интервью 1988 года для Джоя Пресса Блэк Фрэнсис описал концепцию названия как отсылку к абстрактной «девушке сёрфере», которая «идет по пляжу, с доской для сёрфинга, очень красивая». Отвечая на вопрос о топлесс фотографии, он отметил: «Это [было сделано] для первой записи. Я сказал им, что мне нравится нагота. Мне нравятся линии тела — не обязательно что-то в плохом вкусе, необязательно женское, просто линии тела… как в рекламе парфюма Obsession, помните?». По данным издания Melody Maker, первоначально альбом должен был называться «Gigantic» — в честь одноимённой песни, но группа опасалась неправильных ассоциаций и сменил его на «Surfer Rosa». Название альбома было позаимствовано из песни «Oh My Golly!», в которой фигурирует строчка — «Besando chichando con surfer rosa».

## Выпуск
Альбом был выпущен в Великобритании 21 марта 1988 года на лейбле 4AD, спустя неделю он попал в чарт UK Indie Chart. Диск провёл 60 недель в этом хит-параде, добравшись до 2-го места. Первоначально (до августа 1988 года) в Соединённых Штатах продавались только импортные копии альбома. Несмотря на то, что лейблу принадлежали права на распространение записей Pixies, он не имел доступа к дистрибуции продукции за пределами Великобритании. Когда 4AD подписал соответствующее соглашение с американской компанией Rough Trade, альбом был выпущен на виниле и кассетах как часть компиляции Surfer Rosa/Come On Pilgrim. В то время как Surfer Rosa/Come On Pilgrim продолжали издавать в Великобритании на компакт-дисках, последующие издания альбома на CD в США осуществлялись по отдельности. Версии альбома на отдельных CD появились в январе 1992 года, когда фирма Elektra Records впервые переиздала первые два альбома группы. После того, как 4AD выкупил права на распространение продукции Pixies в США, эти записи начали выпускаться на отдельных CD. В 2005-м году Surfer Rosa получила «золотой» сертификат от RIAA, спустя 17 лет после его первоначального выпуска, по данным Nielsen SoundScan тираж альбома составляет 705,000 экземпляров.
«Gigantic» был единственный синглом выпущенным в поддержку альбома. В преддверии выпуска (май 1988 года) песня, а также её би-сайд — «River Euphrates», были перезаписаны в лондонской студии Blackwing Studios вместе с продюсером Джилом Нортоном. Перемикшированный сингл был тепло встречен критиками, тем не менее он имел низкие продажи и продержался всего одну неделю в британском хит-параде, заняв там 93-е место. Несмотря на коммерческий провал как альбома так и сингла, по мнению Иво Уоттс-Рассела, реакция на этот альбом была «раз в пять лучше» по сравнению с Come On Pilgrim.

## Отзывы критиков
| Оценки критиков               | Оценки критиков |
| Источник                      | Оценка          |
| ----------------------------- | --------------- |
| AllMusic                      | [ 27 ]          |
| Blender                       | [ 34 ]          |
| Encyclopedia of Popular Music | [ 35 ]          |
| MusicHound                    | 4/5             |
| NME                           | 9.5/10          |
| Pitchfork Media               | 10/10           |
| The Rolling Stone Album Guide | [ 39 ]          |
| Sounds                        | [ 40 ]          |
| Spin Alternative Record Guide | 10/10           |
| The Village Voice             | B               |

Британская музыкальная пресса встретила альбом очень положительными рецензиями. Иэн Крэнна, обозреватель журнала Q, писал: «Одно из главных отличий Pixies от конкурентов — их неожиданные всплески запоминающихся поп-мелодий», он подытожил — «вероятно, группу ждет блестящее будущее». В свою очередь, Марк Синкер из NME отметил в своей рецензии следующее: «Музыканты обладают способностью создавать впечатление, что прошлое звучит как они [а не наоборот]», в то время как Дэйв Хендерсон из журнала Underground счёл песни «хорошо продуманными, хорошо поставленными зарисовками, которые охватывают коммерческие идеалы, а также причудливые области левого толка, вне основных моментов». Музыкальный журнал Spin описал пластинку эпитетом «обворожительно брутальная», и присудил Pixies титул «группа года». В менее восторженной рецензии от издания The Village Voice, Роберт Кристгау нашёл звучание гитарных риффов группы «избитыми», однако похвалил уникальность барабанных ритмов, тем не менее посетовав, что музыканты были переоценены критиками, которые «носили их на руках» — называя «Открытием года американского инди». Между тем, в ретроспективной статье он смягчил своё мнение: «Несмотря на то, что тексты Фрэнсиса не обременённые философией — раздражают», теперь Surfer Rosa кажется «дерзкой, смешной и предвосхитившей своё время, в музыкальном плане, записью».
В конце 1988 года многие британские критики назвали Surfer Rosa одной из лучших записей года. Независимые музыкальные издания Melody Maker и Sounds присудили Surfer Rosa звание «Альбом года» — в свою очередь, журналы NME и Record Mirror поместил его на 10-е и 14-е места, соответственно. Тем не менее пластинка была проигнорирована ежегодным опросом американских критиков Pazz & Jop. Также она не попала в списки лучших альбомов каких-либо других американских изданий.
Впоследствии, многие музыкальные издания позиционировали Surfer Rosa как одну из наиболее влиятельных альтернативных рок-записей 1980-х. Лонгплей фигурирует в нескольких списках «Лучших альбомов всех времён», а также является постоянным элементом рейтингов «Лучших записей 1980-х», вне зависимости от жанра. В 2003 году запись была включена в число «500 величайших альбомов всех времён» по версии журнала Rolling Stone под номером 315. В 2011 году обложка альбома заняла 19-е место в списке лучших обложек альбомов всех времен по мнению читателей интернет-издания Music Radar. Ряд песен лонгплея были отмечены в списке Rolling Stone «10 лучших песен Pixies», составленном читателями издания: «Where Is My Mind» (2-е место), «Gigantic» (8-е) и «Cactus» (9-е).

## Влияние

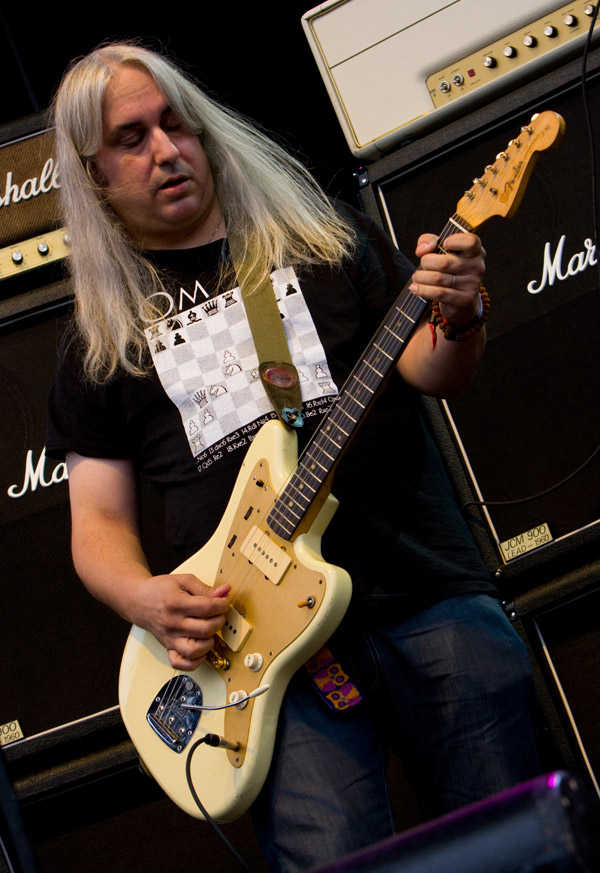
Фронтмен альтернативной рок-группы Dinosaur Jr. Джей Маскис называл Surfer Rosa лучшей пластинкой Pixies

Звучание альбома и продюсерские методы Стива Альбини оказали большое влияние на альтернативный рок в целом, и гранж в частности. Лидер группы Nirvana Курт Кобейн использовал Surfer Rosa в качестве базиса в период сочинения песен для альбома Nevermind. По словам Кобейна, он стремился добиться подобного звучания, так как был очень впечатлён сочетанием тяжёлого гитарного шума и поп-гармоний. Когда музыкант сочинял материал для своего третьего альбома In Utero, он усмотрел в нём мотивы Surfer Rosa, поэтому уничтожил все черновые записи испугавшись показывать их кому-то ещё. Тем не менее Кобейн решил пригласить Стива Альбини продюсировать этот диск, прежде всего из-за его вклада в Surfer Rosa. Впоследствии музыкант поставил Surfer Rosa на 2-е место в списке 50 альбомов, наиболее повлиявших на звучание его группы, написав об этом в своём дневнике. Фронтмен группы The Smashing Pumpkins Билли Корган описал Surfer Rosa как пластинку, «которая заставила меня взяться за дело. Чёрт возьми, это было настолько свежо! Она была энергичной и нигде не провисала». Также Корган был очень впечатлён звучанием ударных и признался, что The Smashing Pumpkins использовали альбом Pixies для изучения технических элементов этого аспекта. В свою очередь, Пи Джей Харви утверждала, что Surfer Rosa буквально «снесла ей крышу», и что она «немедленно отправилась знакомиться с Альбини», после прослушивания этого диска.
Люди, близкие к Pixies, также были очень впечатлены записью. Так, Иво Уоттс-Рассел вспоминал: «Когда я впервые услышал Surfer Rosa, подумал — „Я и не подозревал, что Pixies могут быть похожи на The Fall“. Это было моей первичной реакцией, другими словами они звучали невероятно „сыро“». Гэри Смит, который в то время имел разногласия с музыкантами, признал, что «был по-настоящему рад, что они записали такой мощный, агрессивный диск». Джей Маскис из коллектива Dinosaur Jr., сравнивая запись с более поздними работами Pixies — Bossanova и Trompe le Monde, заявил, что этот, спродюсированный Стивом Альбини, альбом «звучал намного лучше, нежели следующие [пластинки Pixies]».
В 1991 году, когда Pixies выпустили диск Trompe le Monde, Альбини так описал свои впечатления от работы с группой над Surfer Rosa в одном из интервью: «Бесформенное испражнение от группы, которая на пике коммерческого успеха представляет собой банальный, развлекательный колледж-рок. Их готовность работать „под дудку“ своего менеджера, звукозаписывающей компании и нынешнего продюсера — беспрецедентна. Они похожи на четырёх коров, которых беспокоит лишь то, чтоб их вовремя доили». Позже Альбини принёс извинения за свою критику, заявив: «По сей день сожалею о своих словах. Мне кажется, я не проявлял к группе должного уважения».

### Признание
| Издание        | Страна         | Список                                      | Год  | Место |
| -------------- | -------------- | ------------------------------------------- | ---- | ----- |
| Mojo           | Великобритания | Mojo 1000, окончательный CD-гайд покупателя | 2001 | *     |
| Musik Express  | Германия       | 50 лучших альбомов 1980-х                   | 2003 | 2     |
| NME            | Великобритания | 500 величайших альбомов всех времён         | 2013 | 58    |
| Pitchfork      | США            | 100 лучших альбомов 1980-х                  | 2002 | 7     |
| Pure Pop       | Мексика        | 100 лучших альбомов всех времён             | 1993 | 22    |
| Q              | Великобритания | 50 тяжелейших альбомов всех времён          | 2001 | *     |
| Rolling Stone  | США            | 500 величайших альбомов всех времён         | 2016 | 317   |
| Slant Magazine | США            | Лучшие альбомы 1980-х                       | 2012 | 36    |
| Spin           | США            | 100 лучших альбомов за последние 20 лет     | 2005 | 6     |
| Treble         | США            | Лучшие альбомы 80-х, за каждый год          | 2006 | 1     |

(*) означает неупорядоченный список.

## Сертификация
| Великобритания                                                   | Золотой | 100,000^ |
| Канада                                                           | Золотой | 50,000^  |
| США                                                              | Золотой | 705,000  |
| ^ означает, что данные о партиях основаны только на сертификации |         |          |

## Список композиций
Все тексты написаны Блэком Фрэнсисом, за исключением «Gigantic» — Фрэнсис и Ким Дил.
| №                   | Название                | Длительность |
| ------------------- | ----------------------- | ------------ |
| 1.                  | «Bone Machine»          | 3:02         |
| 2.                  | «Break My Body»         | 2:05         |
| 3.                  | «Something Against You» | 1:47         |
| 4.                  | «Broken Face»           | 1:30         |
| 5.                  | «Gigantic»              | 3:55         |
| 6.                  | «River Euphrates»       | 2:33         |
| 7.                  | «Where Is My Mind?»     | 3:53         |
| 8.                  | «Cactus»                | 2:16         |
| 9.                  | «Tony's Theme»          | 1:52         |
| 10.                 | «Oh My Golly!»          | 1:48         |
| 11.                 | «Vamos»                 | 4:18         |
| 12.                 | «I'm Amazed»            | 1:42         |
| 13.                 | «Brick Is Red»          | 2:00         |
| Общая длительность: | Общая длительность:     | 32:50        |

## Участники записи
| Pixies - Блэк Фрэнсис — вокал, ритм-гитара, акустическая гитара - Ким Дил — бас-гитара, бэк-вокал, вокал («Gigantic») (указана как Миссис Джон Мэрфи) - Джоуи Сантьяго — лид-гитара - Дэвид Лавринг — ударные | Технический персонал - Стив Альбини — продюсер, звукоинженер - Саймон Ларбалестир, Воган Оливер — обложка альбома, изображения в буклете альбома |